# Teltow (landskap)
För andra betydelser av Teltow, se Teltow (olika betydelser).

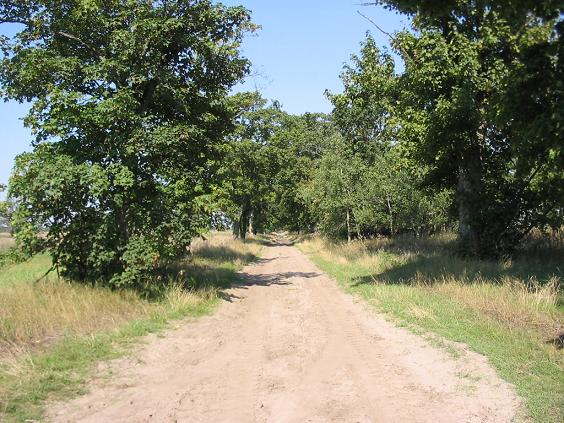
Allé i landskapet Teltow, med typiskt sandrik jord.

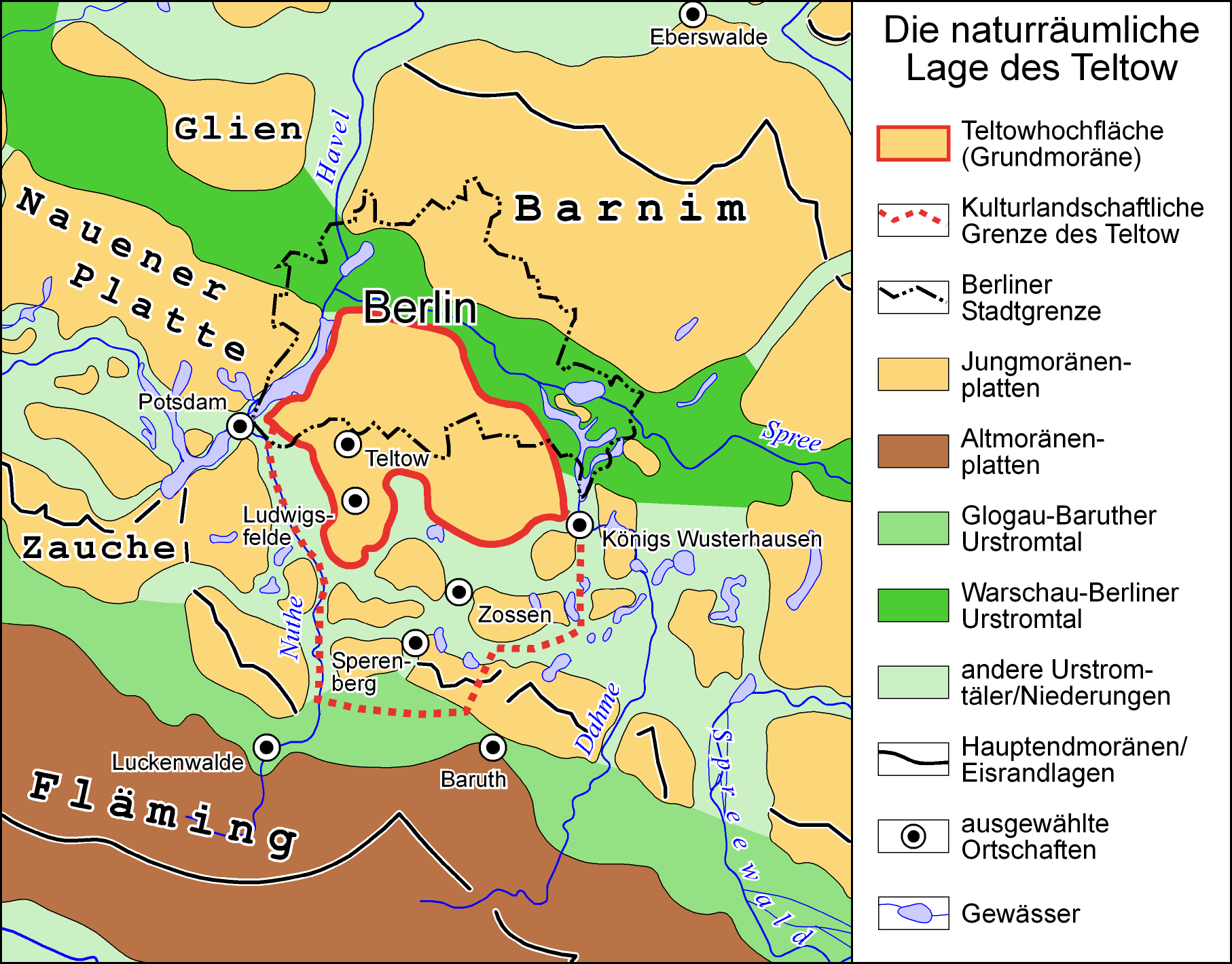
Teltowplatån markerad med röd heldragen linje.
Landskapet Teltow inbegriper även området inom den streckade linjen.

Teltow ['tɛltoː] är ett historiskt landskap och namnet på dess högplatå i det tyska förbundslandet Brandenburg och södra delen av Berlin.

## Namn
Landskapet har sitt namn efter staden Teltow, vars namn i sin tur kommer av det historiska namnet Telte på den bäck som idag kallas Bäke, söder om Berlin.
Norra halvan av Teltowplatån ligger inom Berlins område. Staden Teltow ligger på södra delen av Teltowplatån men tillhör det politiska och administrativa länet Landkreis Potsdam-Mittelmark i Brandenburg. Landkreis Teltow-Fläming omfattar alltså bara en del av landskapet, även om det bär dess namn. 

## Avgränsning
Landskapet Teltow ligger på en platå av bottenmorän, som i norr avgränsas av floden Spree i Berlin, i öster av Dahme och i väster av Havel och Nuthe. I söder är det ingen sammanhängande platå, utan ett antal höjder mellan eroderade sänkor. Teltows gräns söderut är dalområdet (Glogau-)Baruther Urstromtal.

## Geologi
Geologiskt är landskapet starkt präglat av de senaste istidernas påverkan med moränavlagringar och eroderande smältvattenströmmar.

### Saale-istiden
Från Saale-istiden härstammar ett djupt moränsandlager som ligger inte så långt under ytan och här och var kommer i dagen. På vissa ställen har djupare och äldre berglager kommit upp till ytan under Saale-istidens kraftiga påverkan på landskapet. Redan under Saale-istiden lär en dal ha bildats norr om Teltowplatån, som en föregångare till den senare istidens urströmdal vid denna plats: (Warschau- )Berliner Urstromtal.

### Weichsel
Även den senaste istiden, Weichsel, har satt sin tydliga prägel på landskapets form. Inlandsisen nådde här sin sydligaste utbredning i området. Den norra delen av Teltow är en platå med bottenmorän, som dock inte går djupare än 2-4 meter och på vissa håll också saknas. Utöver bottenmoränen, som finns rikligast i öster, finns det varierande mängd smältvattenavlagrad sand, där de rikligaste lagren finns i väster.  I södra delen av landskapet är höjdskillnaderna större, då smältvattenflöden från Weichselisen bildat dalar mellan kvarstående mindre höjder. Av de stora smältvattenmängderna från Weichselisen utvecklades söder om Teltow urströmdalen (Glogau- )Baruther Urstromtal', och i norr (Warschau- )Berliner Urstromtal.

### Gipsberg
Vid Sperenberg skjuter en mindre bergshöjd upp genom moränen, en saltdiapir där översta skiktet är gips. Berget har så namnet Gipsberg, vilket egentligen Sperenberg också betyder, då sper kommer från ett slaviskt ord för gips.

## Historia
Från 600- och 700-talet e.Kr. beboddes Teltow av västslaviska sprevaner och heveller. Under 1100-talet kom dock hevellernas område i väster att tas upp i det tyska Markgrevskapet Brandenburg. Efter Teltowkriget, 1239–1245, var hela Teltow upptaget i, och kom att bli kärnområde för, Markgrevskapet Brandenburg.